# Löpning 400 meter
400 meter, den längsta sprintdistansen vid slätlöpning i friidrott. Vid tävlingar utomhus mäter ett varv precis 400 meter medan det inomhus vanligen mäter 200 meter. Distansen löps vid alla större internationella mästerskap (både utomhus och inomhus) samt i stafett.

## Historia

### Herrar
Den förste i världen att löpa distansen under 45 sekunder var trinidadiern Wendell Mottley som noterade 44,82 i Kingston 11 augusti 1966. Först under 44 sekunder var Lee Evans som, på hög höjd, noterade 43,86 i OS i Mexico City 1968 (även Larry James underskred 44-sekundersgränsen i samma lopp med 43,97). Det dröjde sedan 20 år innan någon löpare lyckades springa distansen på en tid under 44 sekunder på låglandsbana. Detta skedde när Harry "Butch" Reynolds sprang på 43,29 17 augusti 1988 i Weltklassegalan i Zürich. Reynolds tid stod sig som världsrekord till 26 augusti 1999 då Michael Johnson vann VM-finalen i Sevilla på tiden 43,18. Efter säsongen 2006 sprang ytterligare sju löpare från USA 400 m på under 44 sekunder och först 2012 blev Kirani James från Grenada den förste icke-amerikan att göra detsamma. Amerikanerna har genom löpare som Johnson, Evans, Reynolds, Quincy Watts, Steve Lewis, Antonio Pettigrew och Jeremy Wariner dominerat 400 meter fullständigt. Utmanare har dykt upp emellanåt, främst från Storbritannien, Karibien och Nigeria. Amerikanerna i modern tid vunnit alla stafetter i OS- och VM-sammanhang där de inte råkat ut för missöden utom VM-finalen i Tokyo 1991 där Storbritanniens Kriss Akabusi slog USA:s Pettigrew på upploppet.

### Damer
Första kvinna att löpa 400 meter på en tid under 50 sekunder var DDR:s Christina Lathan som hemma i Dresden noterade 49,77 9 maj 1976 (och därigenom fråntog finländskan Riitta Salin världsrekordet). Första kvinna under 49 sekunder var Marita Koch från Östtyskland som noterade 48,94 vid EM i Prag, 31 augusti 1978. År 1983 vann Tjeckoslovakiens Jarmila Kratochvílová VM-finalen på 47,99 och blev först under 48 sekunder. Världsrekordet har sedan förbättrats av Koch till 47,60 (6 oktober 1985 i Canberra). Överhuvudtaget dominerades sträckan av löpare från Östeuropa under 1980-talet medan sentida dominanter kommit från så skilda länder som Frankrike, Australien och Mexiko.

## Rekord, damer
| Område       | Resultat | Löpare           | Land                | Stad, datum              |
| ------------ | -------- | ---------------- | ------------------- | ------------------------ |
| Världsrekord | 47,60    | Marita Koch      | Östtyskland         | Canberra 6 oktober 1985  |
| Afrika       | 49,10    | Falilat Ogunkoya | Nigeria             | Atlanta 29 juli 1996     |
| Asien        | 49,81    | Yuqin Ma         | Folkrepubliken Kina | Peking 11 september 1993 |
| Europa       | 47,60    | Marita Koch      | Östtyskland         | Canberra 6 oktober 1985  |
| Nordamerika  | 48,70    | Sanya Richards   | Förenta Staterna    | Aten 16 september 2006   |
| Oceanien     | 48,63    | Cathy Freeman    | Australien          | Atlanta 29 juli 1996     |
| Sydamerika   | 49,64    | Ximena Restrepo  | Colombia            | Barcelona 5 augusti 1992 |

### Mästerskapsrekord
| Tävling          | Resultat | Löpare                | Land                    | Stad, datum                 |
| ---------------- | -------- | --------------------- | ----------------------- | --------------------------- |
| Olympiskt rekord | 48,25    | Marileidy Paulino     | Dominikanska republiken | Paris 9 augusti 2024        |
| VM-rekord        | 47,99    | Jarmila Kratochvílová | Tjeckoslovakien         | Helsingfors 10 augusti 1983 |
| EM-rekord        | 48,16    | Marita Koch           | Östtyskland             | Aten 9 augusti 1982         |

## Rekord, herrar
| Område       | Resultat | Löpare                  | Land             | Stad, datum                    |
| ------------ | -------- | ----------------------- | ---------------- | ------------------------------ |
| Världsrekord | 43,03    | Wayde van Niekerk       | Sydafrika        | Rio de Janeiro 14 augusti 2016 |
| Afrika       | 43,03    | Wayde van Niekerk       | Sydafrika        | Rio de Janeiro 14 augusti 2016 |
| Asien        | 44,56    | Mohamed Amer Al-Malky   | Oman             | Budapest 12 augusti 1988       |
| Europa       | 44,33    | Thomas Schönlebe        | Östtyskland      | Rom 3 september 1987           |
| Nordamerika  | 43,18    | Michael Johnson         | Förenta Staterna | Sevilla 26 augusti 1999        |
| Oceanien     | 44,38    | Darren Clark            | Australien       | Seoul 26 september 1988        |
| Sydamerika   | 44,29    | Sanderlei Claro Parrela | Brasilien        | Sevilla 26 augusti 1999        |

### Mästerskapsrekord
| Tävling          | Resultat | Löpare            | Land             | Stad, datum                    |
| ---------------- | -------- | ----------------- | ---------------- | ------------------------------ |
| Olympiskt rekord | 43,03    | Wayde van Niekerk | Sydafrika        | Rio de Janeiro 14 augusti 2016 |
| VM-rekord        | 43,18    | Michael Johnson   | Förenta Staterna | Sevilla 26 augusti 1999        |
| EM-rekord        | 44,52    | Iwan Thomas       | Storbritannien   | Budapest 21 augusti 1998       |

## Olympiska spel, sedan 1980
| OS                  | OS     | Guld                           | Guld           | Silver                      | Silver     | Brons                   | Brons      |
| ------------------- | ------ | ------------------------------ | -------------- | --------------------------- | ---------- | ----------------------- | ---------- |
| Moskva 1980         | Damer  | Marita Koch (DDR)              | 48,88          | Jarmila Kratochvílová (CSK) | 49,46      | Christina Lathan (DDR)  | 49,66      |
| Moskva 1980         | Herrar | Viktor Markin (CCCP)           | 44,60          | Rick Mitchell (AUS)         | 44,84      | Frank Schaffer (DDR)    | 44,87      |
|                     |        |                                |                |                             |            |                         |            |
| Los Angeles 1984    | Damer  | Valerie Brisco-Hooks (USA)     | 48,83          | Chandra Cheeseborough (USA) | 49,05      | Kathryn Cook (GBR)      | 49,42      |
| Los Angeles 1984    | Herrar | Alonzo Babers (USA)            | 44,27          | Gabriel Tiacoh (CIV)        | 44,54      | Antonio McKay (USA)     | 44,71      |
|                     |        |                                |                |                             |            |                         |            |
| Seoul 1988          | Damer  | Olga Brizjina (CCCP)           | 48,65          | Petra Müller (DDR)          | 49,45      | Olga Nazarova (CCCP)    | 49,90      |
| Seoul 1988          | Herrar | Steve Lewis (USA)              | 43,87 (PB)     | Harry Reynolds (USA)        | 43,93      | Danny Everett (USA)     | 44,09      |
|                     |        |                                |                |                             |            |                         |            |
| Barcelona 1992      | Damer  | Marie-José Perec (FRA)         | 48,83          | Olga Brizjina (OSS)         | 49,05      | Ximena Restrepo (COL)   | 49,64      |
| Barcelona 1992      | Herrar | Quincy Watts (USA)             | 43,50 (MR, PB) | Steve Lewis (USA)           | 44,21      | Samson Kitur (KEN)      | 44,24      |
|                     |        |                                |                |                             |            |                         |            |
| Atlanta 1996        | Damer  | Marie-José Perec (FRA)         | 48,25 (MR, NR) | Cathy Freeman (AUS)         | 48,63 (OR) | Falilat Ogunkoya (NIG)  | 49,10 (AR) |
| Atlanta 1996        | Herrar | Michael Johnson (USA)          | 43,49 (MR)     | Roger Black (GBR)           | 44,41      | Davis Kamoga (UGA)      | 44,53      |
|                     |        |                                |                |                             |            |                         |            |
| Sydney 2000         | Damer  | Cathy Freeman (AUS)            | 49,11          | Lorraine Graham (JAM)       | 49,58      | Catherine Merry (GBR)   | 49,72      |
| Sydney 2000         | Herrar | Michael Johnson (USA)          | 43,84          | Alvin Harrison (USA)        | 44,40      | Greg Haughton (JAM)     | 44,70      |
|                     |        |                                |                |                             |            |                         |            |
| Aten 2004           | Damer  | Tonique Williams-Darling (BAH) | 49,41          | Ana Guevara (MEX)           | 49,56      | Natalya Antyukh (RUS)   | 49,89      |
| Aten 2004           | Herrar | Jeremy Wariner (USA)           | 44,00          | Otis Harris (USA)           | 44,16      | Derrick Brew (USA)      | 44,42      |
|                     |        |                                |                |                             |            |                         |            |
| Peking 2008         | Damer  | Christine Ohuruogu (GBR)       | 49,62          | Shericka Williams (JAM)     | 49,69 (PB) | Sanya Richards (USA)    | 49,93      |
| Peking 2008         | Herrar | LaShawn Merritt (USA)          | 43,75 (PB)     | Jeremy Wariner (USA)        | 44,74      | David Neville (USA)     | 44,80      |
|                     |        |                                |                |                             |            |                         |            |
| London 2012         | Damer  | Sanya Richards-Ross (USA)      | 49,55          | Christine Ohuruogu (GBR)    | 49,70 (SB) | DeeDee Trotter (USA)    | 49,72 (SB) |
| London 2012         | Herrar | Kirani James (GRN)             | 43,94 (NR)     | Luguelín Santos (DOM)       | 44,46      | Lalonde Gordon (TRI)    | 44,52 (PB) |
|                     |        |                                |                |                             |            |                         |            |
| Rio de Janeiro 2016 | Damer  | Shaunae Miller (BAH)           | 49.44 (SB)     | Allyson Felix (USA)         | 49.51      | Shericka Jackson (BAH)  | 49.85      |
| Rio de Janeiro 2016 | Herrar | Wayde van Niekerk (RSA)        | 43,03 (WR)     | Kirani James (GRN)          | 43,76      | LaShawn Merritt (USA)   | 43,85      |
|                     |        |                                |                |                             |            |                         |            |
| Tokyo 2020          | Damer  | Shaunae Miller-Uibo (BAH)      | 48,36          | Marileidy Paulino (DOM)     | 49,20      | Allyson Felix (USA)     | 49,46      |
| Tokyo 2020          | Herrar | Steven Gardiner (BAH)          | 43,85          | Anthony Zambrano (COL)      | 44,08      | Kirani James (GRN)      | 44,19      |
|                     |        |                                |                |                             |            |                         |            |
| Paris 2024          | Damer  | Marileidy Paulino (DOM)        | 48,17 (MR, NR) | Salwa Eid Naser (BRN)       | 48,53      | Natalia Kaczmarek (POL) | 48,98      |
| Paris 2024          | Herrar | Quincy Hall (USA)              | 43,40          | Matthew Hudson-Smith (GBR)  | 43,44      | Muzala Samukonga (ZAM)  | 43,74      |

## Världsmästerskap
| VM               | VM     | Guld                           | Guld          | Silver                        | Silver           | Brons                            | Brons      |
| ---------------- | ------ | ------------------------------ | ------------- | ----------------------------- | ---------------- | -------------------------------- | ---------- |
| Helsingfors 1983 | Damer  | Jarmila Kratochvílová (CSK)    | 47,99 (VR)    | Tatána Kocembová (CSK)        | 48,59            | Maria Kultjunova-Pinigina (CCCP) | 49,09      |
| Helsingfors 1983 | Herrar | Bert Cameron (JAM)             | 45,05         | Michael Franks (USA)          | 45,22            | Sunder Nix (USA)                 | 45,24      |
|                  |        |                                |               |                               |                  |                                  |            |
| Rom 1987         | Damer  | Olga Vladikina-Brizgina (CCCP) | 49,38         | Petra Müller-Schersing (DDR)  | 49,94            | Kirsten Siemon-Emmelmann (DDR)   | 50,20      |
| Rom 1987         | Herrar | Thomas Schönlebe (DDR)         | 44,33 (MR/ER) | Innocent Egbunike (NIG)       | 44,56            | Harry "Butch" Reynolds (USA)     | 44,80      |
|                  |        |                                |               |                               |                  |                                  |            |
| Tokyo 1991       | Damer  | Marie-José Pérec (FRA)         | 49,13         | Grit Breuer (GER)             | 49,42 (JuniorVR) | Sandra Myers (SPA)               | 49,78      |
| Tokyo 1991       | Herrar | Antonio Pettigrew (USA)        | 44,57         | Roger Black (GBR)             | 44,62            | Danny Everett (USA)              | 44,63      |
|                  |        |                                |               |                               |                  |                                  |            |
| Stuttgart 1993   | Damer  | Jearl Miles-Clark (USA)        | 49,82         | Natasha Kaiser-Brown (USA)    | 50,17            | Sandie Richards (JAM)            | 50,44      |
| Stuttgart 1993   | Herrar | Michael Johnson (USA)          | 43,65 (MR)    | Harry Reynolds (USA)          | 44,13            | Samson Kitur (KEN)               | 44,54      |
|                  |        |                                |               |                               |                  |                                  |            |
| Göteborg 1995    | Damer  | Marie-José Pérec (FRA)         | 49,28         | Pauline Davis-Thompson (BAH)  | 49,96            | Jearl Miles-Clark (USA)          | 50,00      |
| Göteborg 1995    | Herrar | Michael Johnson (USA)          | 43,39 (MR)    | Harry Reynolds (USA)          | 44,22            | Greg Haughton (JAM)              | 44,56      |
|                  |        |                                |               |                               |                  |                                  |            |
| Aten 1997        | Damer  | Cathy Freeman (AUS)            | 49,77         | Sandie Richards (JAM)         | 49,79            | Jearl Miles-Clark (USA)          | 49,90      |
| Aten 1997        | Herrar | Michael Johnson (USA)          | 44,12         | Davis Kamoga (UGA)            | 44,41            | Tyree Washington (USA)           | 44,53      |
|                  |        |                                |               |                               |                  |                                  |            |
| Sevilla 1999     | Damer  | Cathy Freeman (AUS)            | 49,67         | Anja Rücker (GER)             | 49,74            | Lorraine Graham (JAM)            | 49,92      |
| Sevilla 1999     | Herrar | Michael Johnson (USA)          | 43,18 (VR)    | Sanderlei Claro Parrela (BRA) | 44,29 (SYDAMR)   | Alejandro Cárdenas (MEX)         | 44,41      |
|                  |        |                                |               |                               |                  |                                  |            |
| Edmonton 2001    | Damer  | Amy Mbacke Thiam (SEN)         | 49,86         | Lorraine Fenton (JAM)         | 49,88            | Ana Guevara (MEX)                | 49,97      |
| Edmonton 2001    | Herrar | Avard Moncur (BAH)             | 44,64         | Ingo Schultz (GER)            | 44,87            | Greg Haughton (JAM)              | 44,98      |
|                  |        |                                |               |                               |                  |                                  |            |
| Paris 2003       | Damer  | Ana Guevara (MEX)              | 48,89 (NR)    | Lorraine Fenton (JAM)         | 49,43            | Amy Mbacke Thiam (SEN)           | 49,95      |
| Paris 2003       | Herrar | Jerome Young (USA)             | 44,50         | Tyree Washington (USA)        | 44,77            | Marc Raquil (FRA)                | 44,79      |
|                  |        |                                |               |                               |                  |                                  |            |
| Helsingfors 2005 | Damer  | Tonique Williams-Darling (BAH) | 49,55         | Sanya Richards (USA)          | 49,74            | Ana Guevara (MEX)                | 49,81      |
| Helsingfors 2005 | Herrar | Jeremy Wariner (USA)           | 43,93         | Andrew Rock (USA)             | 44,35 (PB)       | Tyler Christopher (CAN)          | 44,44 (NR) |
|                  |        |                                |               |                               |                  |                                  |            |
| Osaka 2007       | Damer  | Christine Ohuruogo (GBR)       | 49,61 (PB)    | Nicola Sanders (GBR)          | 49,65 (PB)       | Novlene Williams (JAM)           | 49,66      |
| Osaka 2007       | Herrar | Jeremy Wariner (USA)           | 43,45 (PB)    | LaShawn Merritt (USA)         | 43,96 (PB)       | Angelo Taylor (USA)              | 44,32      |
|                  |        |                                |               |                               |                  |                                  |            |
| Berlin 2009      | Damer  | Sanya Richards (USA)           | 49,00         | Shericka Williams (JAM)       | 49,32 (PB)       | Antonina Krivoshapka (RUS)       | 49,71      |
| Berlin 2009      | Herrar | LaShawn Merritt (USA)          | 44,06         | Jeremy Wariner (USA)          | 44,60            | Renny Quow (TRI)                 | 45,02      |
|                  |        |                                |               |                               |                  |                                  |            |
| Daegu 2011       | Damer  | Kirani James (GRN)             | 44,60 (PB)    | LaShawn Merritt (USA)         | 44,63            | Kévin Borlée (BEL)               | 44,90      |
| Daegu 2011       | Herrar | Amantle Montsho (BOT)          | 49,56 (NR)    | Allyson Felix (USA)           | 49,59 (PB)       | Francena McCorory (USA)          | 50,45      |
|                  |        |                                |               |                               |                  |                                  |            |
| Moskva 2013      | Damer  | Christine Ohuruogu (GBR)       | 49,41 (NR)    | Amantle Montsho (BOT)         | 49,41            | Stephenie Ann McPherson (JAM)    | 49,99      |
| Moskva 2013      | Herrar | LaShawn Merritt (USA)          | 43,74 (PB)    | Tony McQuay (USA)             | 44,40 (PB)       | Luguelín Santos (DOM)            | 44,52      |
|                  |        |                                |               |                               |                  |                                  |            |
| Peking 2015      | Damer  | Allyson Felix (USA)            | 49,26 (PB)    | Shaunae Miller (BAH)          | 49,67 (PB)       | Shericka Jackson (JAM)           | 49,99 (PB) |
| Peking 2015      | Herrar | Wayde van Niekerk (RSA)        | 43,48 (AR)    | LaShawn Merritt (USA)         | 43,65 (PB)       | Kirani James (GRN)               | 43,78      |
|                  |        |                                |               |                               |                  |                                  |            |
| London 2017      | Damer  | Phyllis Francis (USA)          | 49,92 (PB)    | Salwa Eid Naser (BHR)         | 50,06 (NR)       | Allyson Felix (USA)              | 50,08      |
| London 2017      | Herrar | Wayde van Niekerk (RSA)        | 43,98         | Steven Gardiner (BAH)         | 44,41            | Abdalelah Haroun (QAT)           | 44,48      |
|                  |        |                                |               |                               |                  |                                  |            |
| Doha 2019        | Damer  | Salwa Eid Naser (BHR)          | 48,14 (AR)    | Shaunae Miller-Uibo (BAH)     | 48,37 (AR)       | Shericka Jackson (JAM)           | 49,47 (PB) |
| Doha 2019        | Herrar | Steven Gardiner (BAH)          | 43,48 (NR)    | Anthony Zambrano (COL)        | 44,15 (AR)       | Fred Kerley (USA)                | 44,17      |
|                  |        |                                |               |                               |                  |                                  |            |
| Eugene 2022      | Damer  | Shaunae Miller-Uibo (BAH)      | 49,11         | Marileidy Paulino (DOM)       | 49,60            | Sada Williams (BAR)              | 49,75 (NR) |
| Eugene 2022      | Herrar | Michael Norman (USA)           | 44,29         | Kirani James (GRN)            | 44,48            | Matthew Hudson-Smith (GBR)       | 44,66      |
|                  |        |                                |               |                               |                  |                                  |            |
| Budapest 2023    | Damer  | Marileidy Paulino (DOM)        | 48,76 (NR)    | Natalia Kaczmarek (POL)       | 49,57            | Sada Williams (BAR)              | 49,60      |
| Budapest 2023    | Herrar | Antonio Watson (JAM)           | 44,22         | Matthew Hudson-Smith (GBR)    | 44,31            | Quincy Hall (USA)                | 44,37 (PB) |

## Damer under 49 sekunder
| Pl. | Tid   | Löpare                    | Land                    | Stad, datum                 |
| --- | ----- | ------------------------- | ----------------------- | --------------------------- |
| 1   | 47,60 | Marita Koch               | Östtyskland             | Canberra 6 oktober 1985     |
| 2   | 47,99 | Jarmila Kratochvílová     | Tjeckoslovakien         | Helsingfors 10 augusti 1983 |
| 3   | 48,14 | Salwa Eid Naser           | Bahrain                 | Doha 3 oktober 2019         |
| 4   | 48,17 | Marileidy Paulino         | Dominikanska republiken | Paris 9 augusti 2024        |
| 5   | 48,25 | Marie-José Pérec          | Frankrike               | Atlanta 29 juli 1996        |
| 6   | 48,27 | Olga Vladykina-Bryzgina   | Sovjetunionen           | Canberra 6 oktober 1985     |
| 7   | 48,36 | Shaunae Miller-Uibo       | Bahamas                 | Tokyo 6 augusti 2021        |
| 8   | 48,57 | Nickisha Pryce            | Jamaica                 | London                      |
| 9   | 48,59 | Tatána Kocembová          | Tjeckoslovakien         | Helsingfors 10 augusti 1983 |
| 10  | 48,63 | Cathy Freeman             | Australien              | Atlanta 29 juli 1996        |
| 11  | 48,70 | Sanya Richards            | Förenta Staterna        | Aten 16 september 2006      |
| 12  | 48,74 | Sydney McLaughlin-Levrone | USA                     | Eugene 8 juli 2023          |
| 13  | 48,83 | Valerie Brisco-Hooks      | Förenta Staterna        | Los Angeles 6 augusti 1984  |
| 14  | 48,89 | Ana Guevara               | Mexiko                  | Saint-Denis 27 augusti 2003 |
| 15  | 48,98 | Natalia Kaczmarek         | Polen                   | Paris 9 augusti 2024        |

## Herrar under 44 sekunder
| Pl. | Tid   | Löpare                 | Land                | Stad, datum                    |
| --- | ----- | ---------------------- | ------------------- | ------------------------------ |
| 1   | 43,03 | Wayde van Niekerk      | Sydafrika           | Rio de Janeiro 14 augusti 2016 |
| 2   | 43,18 | Michael Johnson        | Förenta Staterna    | Sevilla 26 augusti 1999        |
| 3   | 43,29 | Harry "Butch" Reynolds | Förenta Staterna    | Zürich 17 augusti 1988         |
| 4   | 43,40 | Quincy Hall            | USA                 | Paris 7 augusti 2024           |
| 5   | 43,44 | Matthew Hudson-Smith   | Storbritannien      | Paris 7 augusti 2024           |
| 6=  | 43,45 | Jeremy Wariner         | Förenta Staterna    | Osaka 31 augusti 2007          |
| 6=  | 43,45 | Michael Norman         | Förenta Staterna    | Torrance 20 april 2019         |
| 8   | 43,48 | Steven Gardiner        | Bahamas             | Doha 4 oktober 2019            |
| 9   | 43,50 | Quincy Watts           | Förenta Staterna    | Barcelona 5 augusti 1992       |
| 10  | 43,64 | Fred Kerley            | USA                 | Des Moines 27 juli 2019        |
| 11  | 43,65 | LaShawn Merritt        | Förenta Staterna    | Peking 26 augusti 2015         |
| 12  | 43,70 | Champion Allison       | USA                 | Eugene 25 juni 2022            |
| 13  | 43,72 | Isaac Makwala          | Botswana            | La Chaux-de-Fonds 5 juli 2015  |
| 14= | 43,74 | Kirani James           | Grenada             | Lausanne 3 juli 2014           |
| 14= | 43,74 | Muzala Samukonga       | Zambia              | Paris 7 augusti 2024           |
| 16  | 43,78 | Jereem Richards        | Trinidad och Tobago | Paris 7 augusti 2024           |
| 17  | 43,81 | Danny Everett          | Förenta Staterna    | New Orleans 26 juni 1992       |
| 18  | 43,85 | Randolph Ross          | USA                 | Eugene 11 juni 2021            |
| 19  | 43,86 | Lee Evans              | Förenta Staterna    | Mexico City 18 oktober 1968    |
| 20  | 43,87 | Steve Lewis            | Förenta Staterna    | Seoul 28 september 1988        |
| 21= | 43,93 | Yousef Masrahi         | Saudiarabien        | Peking 23 augusti 2015         |
| 21= | 43,93 | Rusheen McDonald       | Jamaica             | Peking 23 augusti 2015         |
| 21= | 43,93 | Anthony Zambrano       | Colombia            | Tokyo 2 augusti 2021           |
| 24  | 43.94 | Akeem Bloomfield       | Jamaica             | Eugene 8 juni 2018             |
| 25  | 43,97 | Larry James            | Förenta Staterna    | Mexico City 18 oktober 1968    |